# Lucien Hinge
Lucien Hinge (21 marzo 1992) è un calciatore vanuatuano, difensore del Tafea.

## Carriera

### Club
Comincia a giocare al Teouma Academy. Nel 2011 viene acquistato dal Tafea.

### Nazionale
Ha debuttato in Nazionale il 24 gennaio 2011, in Vanuatu-Nuova Caledonia (0-0). Ha partecipato, con la Nazionale, alla Coppa delle nazioni oceaniane 2012. Ha collezionato in totale, con la maglia della Nazionale, tre presenze.